# Batalion Artylerii (Legiony Polskie we Włoszech)
Batalion Artylerii – polski oddział wojskowy Legionów Polskich we Włoszech.

## Formowanie i zmiany organizacyjne
28 kwietnia 1797 roku Wincenty Aksamitowski  przedstawił generałowi Dąbrowskiemu projekt utworzenia batalionu artylerii Legionów Polskich. Miał składać się z trzech kompanii, każda ponad 100 żołnierzy. Projekt został zaaprobowany, a Aksamitowski wyznaczony na stanowisko szefa batalionu.
Początkowo batalion był częścią regimentu artylerii cisalpińskiej, a żołnierze nosili mundur cisalpińskich artylerzystów. 2 czerwca 1797 roku trzy kompanie umundurowane i zorganizowane z sześcioma działami polowymi uczestniczyły w kursie mediolańskim i manewrowały w obecności generała Bonapartego.
Batalion wziął udział w obronie Mantui i blokadzie Peschiery

## Dowódcy batalionu
- Wincenty Aksamitowski
- Jakubowski

## Chorągiew
Chorągiew z tkaniny jedwabnej o wymiarach 150 cm x 150 cm. Na tle niebieskim gwiazda biała, ośmiopromienna. Na dłuższych promieniach skierowanych w rogi bławatu wyrysowane podłużne trójkąty karmazynowe. Pośrodku olejno malowany kogut galijski w barwach szaro-brązowych, opierający nogi na dwóch lufach działowych, skrzyżowanych i związanych wieńcem dębowym. Z wylotów luf i zapałów wybucha płomień z dymem. Za kogutem znajdują się dwie gałązki wawrzynowe. Nad kogutem malowana farbą olejną wstęga niebieska o szerokości 8 cm, na której znajduje się napis srebrnymi literami: REPUBLIQUE FRANÇAISE.
Pod kogutem na stronie lewej bławatu napis: BATAILLION D'ARTILLERIE
Drzewce czarno malowane o grubości 3,2 cm. Grot brązowy srebrzony wysokości 18 cm, z czego tuleja ma 8,5 cm. Największa szerokość grotu 5,2 cm. Okucie dolne z tego samego metalu szerokości 5 cm, zwężające się ku dołowi. Całkowita długość drzewca 307 cm. Pod grotem sznur podwójnie wiązany, z węzłem, przesuwką i dwoma chwastami długości 10 cm. Sznury jedwabne trójkolorowe, przetykane srebrem. Chwasty zwieszają się na 62 cm od związania pod grotem. 
Do 1934 roku znajdowała się w Zamku Warszawskim. Obecnie w Muzeum Wojska Polskiego w Warszawie.